# 난바 히로아키
난바 히로아키(일본어: 難波 宏明, 1982년 12월 9일~)는 일본의 은퇴한 축구 선수이다.

## 선수 경력
2006년, J2리그 구단 요코하마 FC 에 입단했다. 9월 27일에 베갈타 센다이와의 경기에서 교체 선수로 J리그에 데뷔했으며, 해당 경기에서 득점을 기록했다.
2007년에는 시즌 개막부터 많은 경기를 뛰었지만 여름부터는 거의 출전하지 못했다.
2013년에는 미토 홀리호크로 이적 해 많은 경기를 뛰었다. 2014년에는 FC 기후로 이적해 공격수로서 많은 경기를 펼쳤으며, 2018년 시즌을 끝으로 은퇴했다.